# Закурдаєв Володимир Вікторович

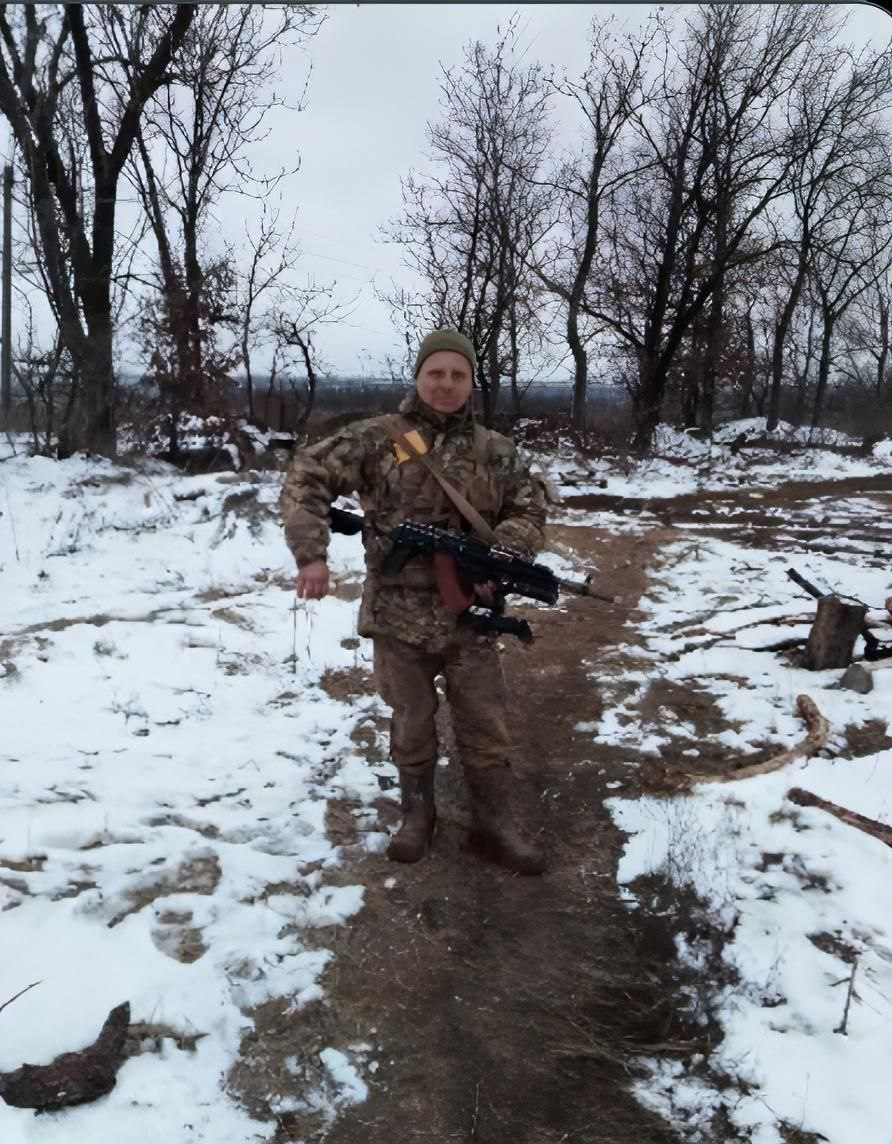
Володимир на передовій 2022 рік

Володи́мир Ві́кторович Закурда́єв (нар. 26 травня 1981 — пом. 24 березня 2022) — солдат Збройних сил України, учасник російсько-української війни.

## Життєпис
Народився 26 травня 1981 року зростав в смт Таромське, Дніпропетровська область, Україна закінчив 9 класів 123 школи в Таромському,
потім закінчив Коледж в місті Кам'янське та засвоїв професію слюсара з 1999-2000 проходив срочну службу в армії в Дніпро (місто).
Після повернення з армії працював далекобійником. У 2013 влаштувався на підприємство "Marzek Dnipropack". У 2015 році був мобілізований після початку АТО брав участь у боях на сході в недавно створенній 58-ма окрема мотопіхотна бригада (Україна) стояв на обороні міста Авдіївка
Також був і в інших містах Луганської та Донецької областях, та в інших запеклих точках. В 2016 був демобілізований, жив звичайним життям.
25 лютого 2022 року пішов добровольцем в 25-та окрема повітрянодесантна бригада (Україна). 1 березня 2022 року вирушив зі своїми побратимами в смт Верхньоторецьке що на Донечинні, вже тоді ситуація в смт була погіршена. Відправили десантників без техніки. Він був командиром відділення яке складалось з 8 людей, оскільки раніше вже був в АТО та здобув там досвіду з командування. 17 березня недалеко від них загинув Зенченко Олег Вікторович командир 25-тої окремої повітрянодесантнтної бригади.

## Обставини загибелі
Кожен день для десантників ставав все гірше, і гірше. Без підтримки тяжкої техніки вони були з 1 березня, в той час, як росіяни били в них з всього чим тільки можна. Зокрема застосовували БМ-21 «Град» чим самим рівняли смт з землею. 24 березня став останнім днем в житті Володимира о 13:56 він розмовляв зі своїм сином, тоді коли він завершив розмову о 13:59 в його окоп прилетів снаряд. Земля горіла, командування сказало не забирати тіло Володимира через великий наплив ворога. Так Володимир і залишився в окупованому смт. До вересня 2022 він вважався зниклим безвісти. З вересня признаний як загиблий.
У Володимира залишилась дружина та син.

## Нагороди та вшанування
- У 2016 був нагороджений Нагрудним знаком «Учасник АТО»
- У 2016 був нагороджений Відзнакою Президента України «За участь в антитерористичній операції»
- У 2022 був нагороджений Орденом «За мужність»ІІІ ступеня
- У 2023 був нагороджений Орденом «За мужність»ІІ ступеня (посмертно)
- Є табличка зі світлиною  Володимира в місті Дніпро на Алеї Героїв.
- В ліцеї 123 відкрита меморіальна дошка